# 宮田一輝
宮田 一輝（みやた かずき）は、日本の工学研究者。金沢大学ナノ生命科学研究所助教。学位は金沢大学博士（工学）。

## 受賞歴
- 2014年「第35回（2013年秋季）応用物理学会講演奨励賞」受賞。
- 2018年「第2回薄膜・表面物理分科会奨励賞」受賞。
- 2018年「第37回表面科学学術講演会講演奨励賞」受賞[1]。